# 猫後天性免疫不全症候群
猫後天性免疫不全症候群（ねここうてんせいめんえきふぜんしょうこうぐん）とは、FIV（feline
immunodeficiency virus = ネコ免疫不全ウイルス）により、ネコに引き起こされる諸症状のこと。俗にネコエイズとも言う。FIVに遺伝的に近縁なウイルス(FIV関連ウイルス（FIV-related virus)）がライオン、ピューマなどでも分離されているが、これらの野生動物がFIV関連ウイルスで発症したという明確な報告はない。猫免疫不全ウイルス感染症の病態の一つである。

## 感染経路・潜伏・発症
FIVウイルスの主な感染経路は、ケンカなどによる咬み傷からの体液の接触感染が考えられる。自然界では人間のように交尾によって感染したと断定できる報告はない。出産時の母子感染も確認されている。HIVと同じレトロウイルス科レンチウイルス属に分類されるが、ネコおよびネコ属に特異的なウイルスであり、犬や人に感染することは無い。
疫学的には、国内のFIV抗体陽性率は約12%とされているが、野良猫におけるFIVの保有率はこれよりも高いと考えられる。
2006年10月にアメリカのワシントンで開催された国際ネコレトロウイルス研究シンポジウムにおいて、フロリダ大学のグループは興味深い疫学調査結果を発表している。それは、アメリカの獣医病院に来院し検査を受けた67,963匹のネコを調べたところ、「FIV陽性ネコの生存率（survival rate）は、FIVに陽性と診断されてから1年でおよそ約20%が死亡する（発症していないネコの安楽殺を含む）ものの、それ以降はFIV陽性ネコ群と陰性ネコ群では生存率に大きな差は見られない。」というものである。
ドイツやオーストラリアでなされた疫学調査からも、FIV陽性ネコと陰性ネコの平均寿命に有意差は見られていない。
このことからも明らかなように、FIV陽性ネコのすべてが発症するわけではない。FIV感染により免疫が抑制されるが、HIVほどではない。またたとえ免疫が抑制されても、FIVの感染が直接病気を引き起こすわけではなく、FIV感染による免疫抑制に伴う他の病原体の感染により発症する。SPFネコにおける感染実験においてもFIV単独で発症した例はほとんどない。FIVの受容体（ウイルス感染に必要な分子）は、CD134という分子であり、これは抗原刺激に伴って発現されるCD4陽性T細胞の副刺激分子の一つである。従って様々な病原体、もしくは非病原性のウイルスや細菌などの抗原刺激によりFIVが増殖可能なCD4陽性T細胞が増加し、それに伴い体内のFIVの量も増えるものと考えられ、抗原刺激に乏しい（クリーンな）環境においてはネコの体内でのウイルス量は低いままであると考えられる。

### エイズのステージ
ネコのエイズの進行には以下のステージがあり、一定の順序に従って発症していく。各ステージはおおよそ括弧内の期間継続する。
急性期（1か月 - 1年）FIV感染から約4 - 8週間後に軽い発熱やリンパ節の腫れが現れる。この時期に発見できれば抗生物質などで治療できる場合もある。
無症状キャリア期（2年 - 4年、またはそれ以上）外見上、健康な状態。
PGL（持続性全身性リンパ節症）期（1か月 - 2か月）全身のリンパ節が腫れる。外観からでは判別は難しい。
エイズ関連症候群（1年、またはそれ以上）リンパ節の腫れに加え、慢性の口内炎、鼻風邪の症状、皮膚病、下痢、発熱、軽度の体重減少が見られるようになる。重篤な症状を示す病気になった状態をエイズと判定している。
エイズ（数か月）激しい削痩、貧血、白血球減少症、免疫不全による悪性腫瘍（がん）、日和見感染症などがおこる。

## 家庭での対策
家庭では、子猫のうちにウイルス検査を行い（潜伏期があるため、最後に他のネコと接触してから数か月おいて検査すると確実）、陰性であれば不妊・去勢手術を行い他のネコとの交尾・ケンカの機会を減らすことでほぼ確実に予防できる。
ウイルスの潜伏場は白血球のT細胞であり、採血できれば、簡易検査キットにより簡単に動物病院等で検査が可能である。この検査キットではウイルスに対する抗体を検出する。抗体が陽転するまで約1ヶ月かかるので、陽転するまでの間はたとえ感染していても陰性と判定される。感染の可能性が強く示唆される場合は、1ヶ月後以降（できれば2ヶ月後以降）に再検査することが必要である。